# François Crouzet

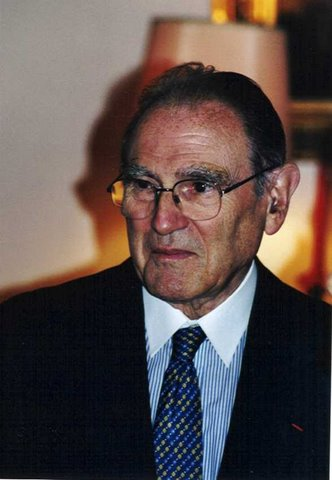
François Crouzet

François Crouzet (geboren am 20. Oktober 1922 in Monts-sur-Guesnes; gestorben am 20. März 2010) war ein französischer  Geschichtswissenschaftler. Er gilt als der bedeutendste französische Wissenschaftler seiner Zeit in Bezug auf britische Geschichte. Bis zu seiner Emeritierung 1992 war er Professor für Geschichte des nördlichen Europa an der Universität Paris IV (Paris-Sorbonne).

## Leben und Wirken
Crouzet wurde 1922 in Monts-sur-Guesnes geboren. Sein Vater war Generalinspektor für Geschichte im Ministerium für Staatlichen Unterricht.
Nachdem er 1939 das Baccalauréat am Lycée Hoche erlangt hatte, wurde er an der École Normale Supérieure aufgenommen.
Er erhielt 1945 die Agrégation im Fach Geschichte und unterrichtete am Lycée in Beauvais. Es folgte in den Jahren 1946 bis 1949 ein Studienaufenthalt in Großbritannien zum Thema Britische Geschichte. Damit legte er die Grundlage für die spätere Dissertation. Als Student an der London School of Economics und dem Institute of Historical Research verbrachte er viel Zeit im Public Record Office, dem Nationalarchiv des Vereinigten Königreichs. in dieser Zeit lernte er auch Françoise Dabert-Hauser, die Enkelin des französischen Historikers Henri Hauser kennen, die er dann auch heiratete.
Nach der Rückkehr nach Frankreich 1949 arbeitete Crouzet bis 1956 als Assistent am Institut d’études politiques de Paris, zugleich unterrichtete er als Vorlesungs-Assistent für die Geschichte der Gegenwart an der Sorbonne (1949–1953) sowie von 1953 bis 1956 als Geschichtslehrer am Lycée Janson de Sailly. 1956 wurde er promoviert. Seine Dissertation mit dem Titel L’économie britannique et le blocus continental (1806–1813) war eine zweibändige Studie zur Frage der Auswirkungen der Kontinentalsperre auf die britische Wirtschaft. Crouzet wurde für diese Arbeit von der gesamten Kommission beglückwünscht. Die Dissertation wurde zwei Jahre später veröffentlicht und sorgte für Aufsehen in der Fachwelt.  Crouzet erhielt den Prix Georges Mauguin Académie des sciences morales et politiques; das Buch wurde 1988 in einer überarbeiteten und erweiterten Ausgabe noch einmal veröffentlicht. Viele der späteren Arbeiten Crouzets stützten sich auf Forschungsansätze, die er in diesem Werk entwickelt hatte.
Von 1956 bis 1968 lehrte und forschte Crouzet an den Universitäten Bordeaux, Lille und Nanterre. 1969 erhielt er den Lehrstuhl für Nordeuropäische Geschichte an der Sorbonne bzw. nach deren Aufteilung 1970 an der Universität Paris IV. Dort lehrte er bis zu seiner Emeritierung 1992. Während seiner akademische Laufbahn hatte er verschiedene Gastprofessuren inne: an der Columbia University (1961), Berkeley (1964), Harvard University (1981–1982), University of Virginia (1996) und der Universität Genf (1970–1973). Auch war er 1969 Gast-Fellow am Wolfson College in Cambridge und 1976 und 1985 am All Souls College in Oxford.
François Crouzet starb 2010 im Alter von 87 Jahren. Er hinterließ seine Ehefrau Françoise (1923–2014) und die gemeinsamen drei Kinder Marie-Anne Dalem geb. Crouzet, Denis Crouzet (beide Historiker) und Joël Crouzet (ein Molekularbiologie). Seine letzten Lebensjahre widmete er dem Verfassen seiner Lebenserinnerungen. Sie wurden postum 2012 unter dem Titel De mémoire d’historien: Chroniques d’un XXe siècle disparu mit einem Vorwort von Denis Crouzet veröffentlicht.

## Schriften (Auswahl)
- L’économie du Commonwealth., Paris 1950.
- L’économie britannique et le Blocus Continental., 1806–1813, Dissertation, Paris, 1958, 2 Bände;  neu herausgegeben, mit einer Einleitung versehen und aktualisiert, Paris 1987.
- Capital Formation in the Industrial Revolution., London 1972.
- Le conflit de Chypre. 1946-1959., 2 Bände, Brüssel 1973.
- L’économie de la Grande-Bretagne victorienne., Paris 1978, neu veröffentlicht 2009.
  - englische Übersetzung: The Victorian Economy, London 1982, neu erschienen 2005.
- The First Industrialists. The Problem of Origins, Cambridge 1985, neu erschienen 2008.
- De la supériorité de l’Angleterre sur la France. L’économique et l’imaginaire., XVIIe–XXe, Paris 1985.
  - englische Übersetzung:  Britain Ascendant: Comparative Studies in Franco-British Economic History., Cambridge 1990.
- La grande inflation: La monnaie française de Louis XVI à Napoléon., Paris 1993.
- Histoire de l’économie européenne, 1000–2000., Albin Michel, Paris 2000.
  - englische Übersetzung: A history of the European Economy, 1000–2000., University of Virginia Press, Charlottesville und London 2001.
- La guerre économique franco-anglaise au XVIIIe., Fayard, Paris 2008.
- Britain, France, and International Commerce. From Louis XIV to Victoria., Aldershot 1996.
- Histoire de l’économie., Albin Michel, Paris 2010.

## Ehrungen und Auszeichnungen
François Crouzet wurden Ehrendoktortitel folgender Universitäten verliehen: University of Birmingham (1977), University of Kent (1985), University of Leicester (1989) und von der University of Edinburgh (1993).
Weitere Ehrungen:
- 1959 Prix Georges Mauguin, Académie des sciences morales et politiques für L’économie britannique et le blocus continental
- 1973 Ernennung zum Fellow of the British Academy[11]

- 1980 Honorary Commander of the Order of the British Empire[12]
- 1985 Commandeur, Ordre des Palmes Académiques
- 1987 Grand Prix d’Histoire de la Ville de Paris[12]
- 1995 Chevalier der Ehrenlegion[13]
- 2001 Prix Guizot, Académie française für Histoire de l’économie européenne 1000–2000[14]
- 2008 Prix Rossi, verliehen von der Académie des sciences morales et politiques für La guerre économique franco-anglaise au XVIIIe siècle[15]